# جعلان الأزهار
خنافس جعل الأزهار أو تحت فصيلة سيتونييني (الاسم العلمي: Cetoniinae) (بالانجليزي: Flower chafers)، هي مجموعة من خنافس الجعل، والعديد من أنواعها تعد نهارية وتزور الأزهار من أجل حبوب اللقاح والرحيق أو للتنقل على البتلات. بعض الأنواع تتغذى على الفاكهة. يطلق أيضًا على هذه المجموعة خنافس جعل الفاكهة والأزهار وخنافس الأزهار وجعل الأزهار. وهناك حوالي 4000 نوع، والعديد منها ما زال غير موصوف.

## نظرة عامة
بالخصائص التشكلية، يمكن الفصل بين البالغين من الخنافس الأخرى بجمع الخصائص التالية: epipleuron السهل التعرف عليه، الحدود الجانبية غمد المتعوجة والإدخال لقرن الاستشعار الظاهر من الأعلى. وعادة ما يتم التعرف على ست قبائل: Stenotarsiini ،Schizorhinini ،Gymnetini ،Goliathini ،Cetoniini, وCremastocheilini، وتتواجد الأربعة الأخيرة منها في العالم الجديد أيضًا. وأكبر القبائل الأمريكية هي Gymnetini، وتحتوي Goliathini على أكثر الأنواع، وهي موجودة بشكلٍ رئيسي في مناطق الغابة المطيرة من إفريقيا.